# Laraluha (Ort)
Laraluha ist eine osttimoresische Siedlung im Suco Liurai (Verwaltungsamt Remexio, Gemeinde Aileu). Der Weiler liegt im Westen der Aldeia Laraluha in einer Meereshöhe von 616 m. Eine kleine Straße führt von hier aus in Richtung Süden zum Sitz des Sucos und die Grundschule in der Nachbar-Aldeia Manutane.